# 新城教会
座標: 北緯34度54分37.8秒 東経137度30分47.7秒 / 北緯34.910500度 東経137.513250度

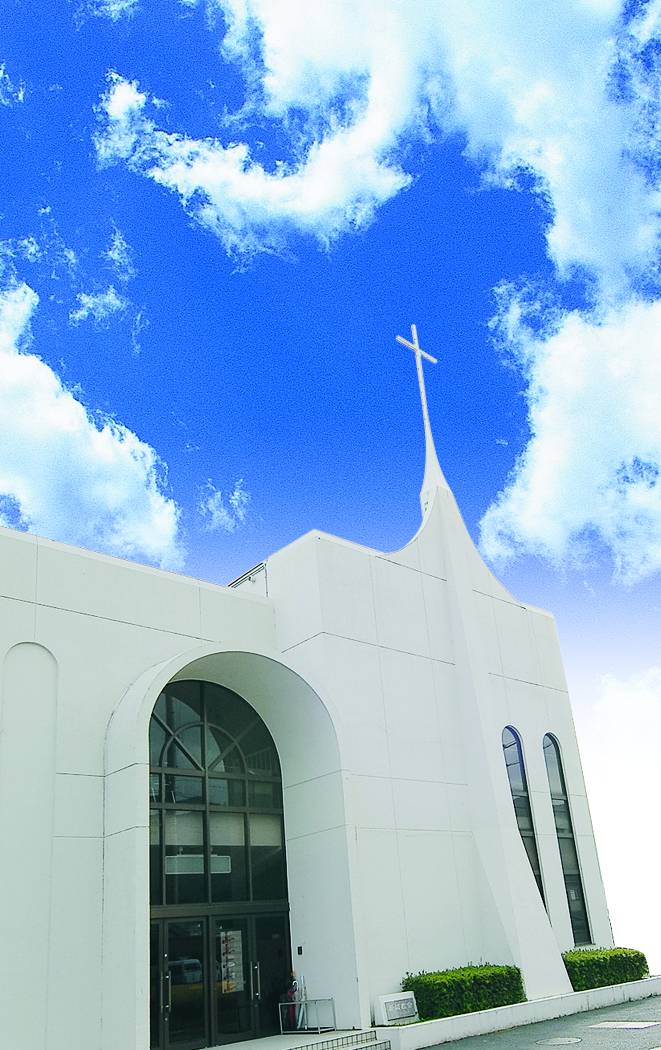

新城教会（しんしろきょうかい）は、愛知県新城市にある、プロテスタントのキリスト教教会。

## 概要
この教会は滝元明によって設立された。現在の主任牧師は滝元順。福音的聖書信仰に立つ。単立。宣教団体「全日本リバイバルミッション」の協力教会。

## 沿革
- 1950年（昭和25年）6月18日 - 滝元明・清子夫妻が東京から地元に戻り伝道活動を開始する。
- 1957年（昭和32年） - イエス福音教団新城教会設立。
- 1980年（昭和55年） - 現住所に新会堂を建設。
- 1992年（平成4年） - 教育館を建設。イエス福音教団を離れ、単立教会となる。
- 1999年（平成11年）- 滝元順が主任牧師となる。
- 2004年（平成16年）- 敷地内に全日本リバイバルミッション・リバイバル聖書神学校の建物を建設。
- 2015年４月（平成27年）新たに副牧師2名が就任。
- 2015年８月（平成27年）- 滝元明が召天。
- 2016年８月（平成28年）- 滝元清子が召天。

## 所在地
- 愛知県新城市富沢407-1

## スタッフ
- 主任牧師：滝元順
- 主任牧師夫人：滝元享子
- 牧師：岡本信弘・上條実・滝元開・公畑フェルナンド・四元雅也
- スタッフ：滝川充彦・鈴木陽介・夏目栄子・伊藤あい子・田中イレーネ
- 会計：山口昭